# Labiobarbus
Labiobarbus là một chi cá chép bản địa của vùng Đông Nam Á thuộc họ cá chép.

## Các loài
Hiện hành có 09 loài được miêu tả trong chi này
- Labiobarbus cyanopareja (Heckel, 1843)
- Labiobarbus fasciatus (Bleeker, 1853)
- Labiobarbus festivus (Heckel, 1843)
- Labiobarbus lamellifer Kottelat, 1994
- Labiobarbus leptocheilus (Valenciennes, 1842)
- Labiobarbus lineatus (Sauvage, 1878) Cá linh rìa sọc
- Labiobarbus ocellatus (Heckel, 1843)
- Labiobarbus sabanus (Inger & P. K. Chin, 1962)
- Labiobarbus siamensis (Sauvage, 1881)